# Њури (Пенсилванија)
Њури (енгл. Newry) град је у америчкој савезној држави Пенсилванија.

## Демографија
По попису из 2010. године број становника је 270, што је 25 (10,2%) становника више него 2000. године.
| Група             | 2000.       | 2010.       |
| Белци             | 238 (97,1%) | 258 (95,6%) |
| Афроамериканци    | 2 (0,8%)    | 1 (0,4%)    |
| Азијати           | 0 (0,0%)    | 0 (0,0%)    |
| Хиспаноамериканци | 3 (1,2%)    | 3 (1,1%)    |
| Укупно            | 245         | 270         |